# Hospital Militar de Santiago
El Hospital Militar de Santiago (HMS), reconocido como el principal Centro Clínico del Ejército de Chile, se encuentra en la comuna de La Reina, en el sector oriente de la ciudad de Santiago de Chile.

## Historia
Sus orígenes se remontan a 1914, cuando el Ejército de Chile identificó la necesidad de contar con un lugar especializado para atender la salud de sus funcionarios.
Un "Comité Pro Hospital" fue el encargado de recolectar los fondos necesarios para su construcción en Santiago. La edificación comenzó en 1928 y fue inaugurada en 1932, en la comuna de Providencia.
El hospital fue nombrado en honor a su impulsor, el General Luis Felipe Brieba Aran (1870-1945). En sus inicios, solo contaba con los servicios de Urología, Laboratorio Clínico y Radiodiagnóstico.
En 1974, se creó la Biblioteca Médica del Hospital Militar de Santiago, dependiente del Departamento de Docencia y Extensión Académica.
En 1996, el Hospital Militar de Santiago amplió su atención no solo a los beneficiarios del Sistema de Salud del Ejército, sino también a la comunidad en general a través de convenios con sistemas de salud privados y públicos. Dado lo anterior, usuarios particulares, afiliados a ISAPRES, FONASA y aquellos con convenios directos con diversas empresas, asisten a este centro de salud.
Como parte de un proyecto de modernización de la salud del Ejército, en 1998 comenzaron los estudios para la construcción de un nuevo hospital. Las obras se iniciaron en 2008 y el nuevo Hospital Militar fue inaugurado el 27 de abril de 2009 en su actual ubicación en La Reina. Las antiguas instalaciones en Providencia pasaron a ser el actual Hospital Metropolitano, sede Providencia.
Desde esos años, el hospital ha reforzado aún más su compromiso con el desarrollo del conocimiento médico, promoviendo la formación y perfeccionamiento de profesionales y técnicos mediante alianzas con destacadas universidades nacionales.
El HMS está a la vanguardia en la atención médica en Chile, integrando tecnologías innovadoras que mejoran la salud y el bienestar de la comunidad. Con un enfoque sostenible e innovador, se ha convertido en un referente en el sistema de salud del país.
Dispone de los profesionales, la infraestructura y tecnología necesaria para entregar la mejor atención a sus pacientes, con la calidad y calidez que los caracteriza.

## Hospital Clínico
Como Hospital Clínico, se constituye como un centro académico referente, que promueve la formación y la gestión del conocimiento de los profesionales de la salud, que se adapta a los cambios que exigen los avances de la ciencia y tecnología. 
Se les otorga especial importancia a los desarrollos de procesos docentes de formación y perfeccionamiento de profesionales y técnicos. Esto, en el marco del cumplimiento de los compromisos adquiridos a través de convenios académicos con destacadas universidades nacionales.

## Infraestructura Actual
Este centro de salud está construido en un terreno de 9,9 hectáreas, ubicadas en la comuna de La Reina. Tiene una superficie de más de 85.000 m² construidos, con una infraestructura sustentable que favorece el uso de luz natural. Cuenta con un Helipuerto, para el transporte de pacientes.

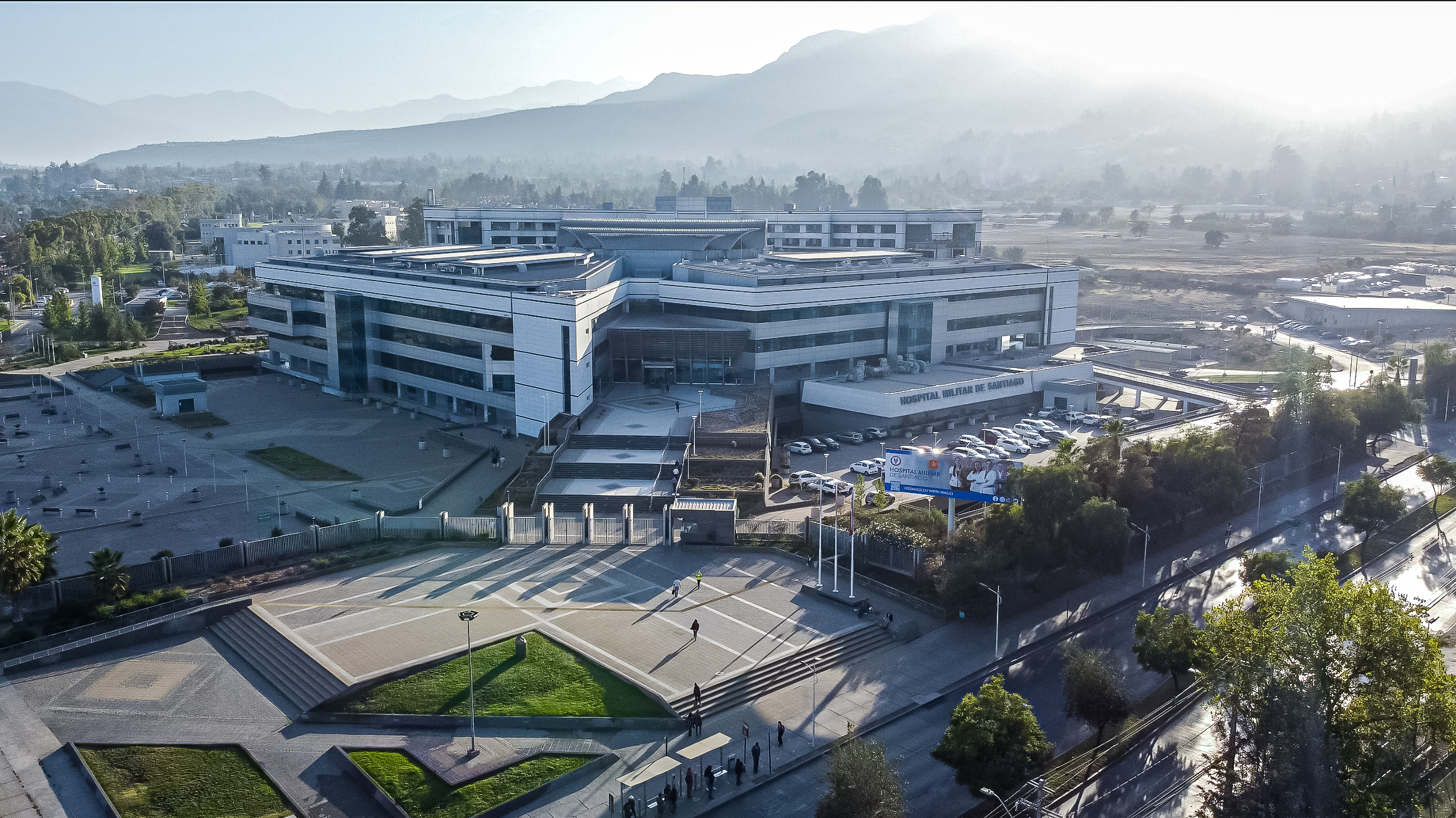
HMS Edificio
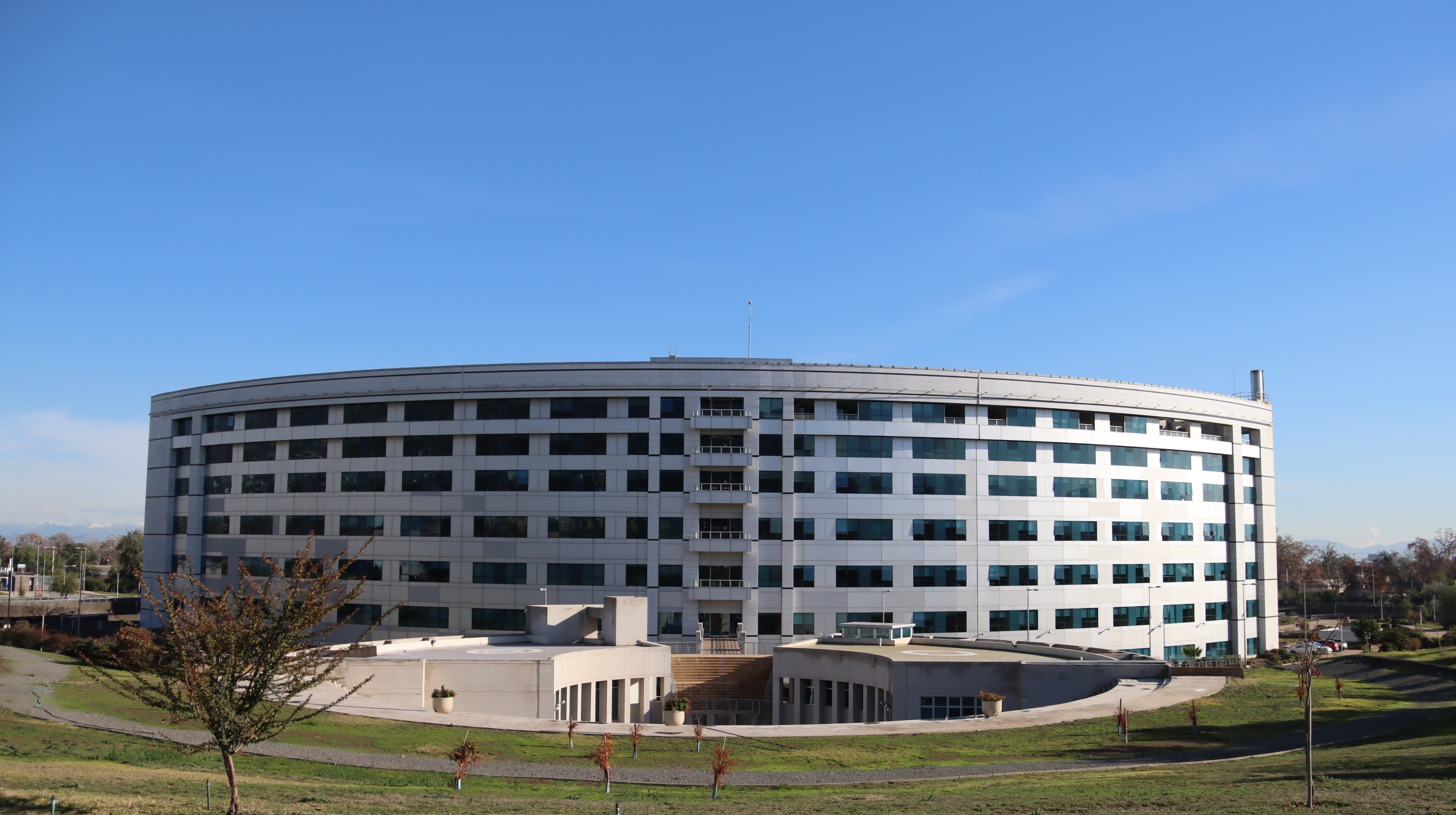
HMS Edificio

## Edificio A
Aquí funcionan los procedimientos ambulatorios, es decir, las consultas médicas, servicios clínicos, como los laboratorios, diagnóstico por imágenes y toma de exámenes. Además, se encuentran los pabellones quirúrgicos, la unidad de paciente crítico, entre otros. Para resguardar la seguridad de los pacientes y de los equipos, se dotó a esta estructura de aisladores sísmicos, gracias a los cuales, el hospital puede seguir operando, sin mayores inconvenientes, en caso de terremoto.

### En número
- 109 Boxes de consulta.
- 49 Salas de procedimiento.
- 10 Pabellones Quirúrgicos.
- Salas de procedimientos especiales.
- 39 Camas UPC.

## Edificio B
Este edificio concentra las unidades de hospitalización del HMS. Todas las piezas tienen amplios ventanales con vista a la cordillera, para aprovechar los beneficios comprobados que tiene la luz solar para la salud de las personas.

### En números
- 266 camas hospitalizado médico quirúrgico y especialidades.
- 23 camas UCI.
- 23 camas UTI.

## Edificio C
Como apoyo a la intensa labor docente y de investigación que se lleva cabo en las dependencias del HMS, se cuenta con:
- 4 Salas de Clases.
- 1 auditorio con capacidad de 179 personas.
- Biblioteca.

## Algunos Hitos Médicos y Tecnológicos
Son muchas y variadas las actividades médicas que sitúan al HMS a la vanguardia y lo transforman en un referente de la medicina en Chile. Entre ellas se destacan:

### 1980 - Primer Mamógrafo en un Hospital Público

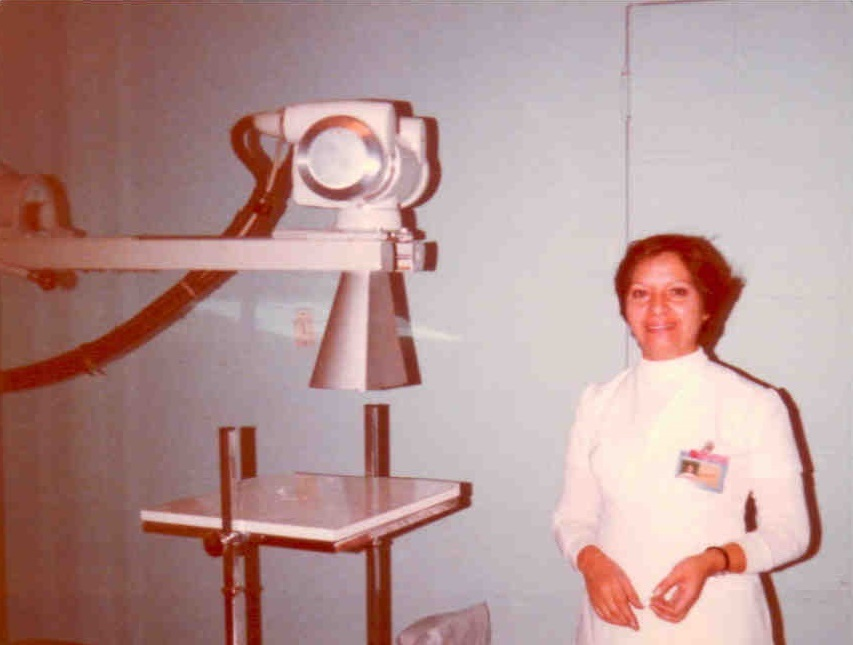
Mamógrafo - Sonia Capetillo Tecnóloga Jefe de Rayos (1978).

Este hito fue posible gracias a la iniciativa de dos mujeres emblemáticas del HMS: La tecnóloga jefa de la época, Sonia Capetillo y la Dra. Pilar Gazmuri; quienes realizaron el primer diagnóstico de cáncer de mama, no palpable en el país.

### 1982 - Primera Operación a Corazón Abierto
Un equipo encabezado por el Dr. Domingo Godoy realizó la primera operación a corazón abierto del HMS, procedimiento que duró alrededor de cuatro horas y que fue posible gracias a la inquietud de los profesionales de la época acerca de nuevas técnicas quirúrgicas.

### 1983 - Primer Implante Coclear tipo alfa de Latinoamérica
El procedimiento fue efectuado por los doctores Marcos Goycoolea y Gumaro Martínez, ambos otorrinolaringólogos. De acuerdo al Dr. Martínez, se trató de “un implante primitivo, monocanal, por la tecnología disponible en la época”.

### 1985 - Primer Nacimiento a partir de una Fertilización In Vitro
Tras 38 semanas de gestación, nació en la maternidad del HMS, un niño, de 48 centímetros y 2 kilos 880 gramos, a quien sus papás llamaron Aliro. Este hito fue el primer caso exitoso de “Embarazo obtenido por fertilización in vitro y transferencia embrionaria” en nuestro país.

### 1985 - Primer trasplante hepático, renal y de medula en Chile

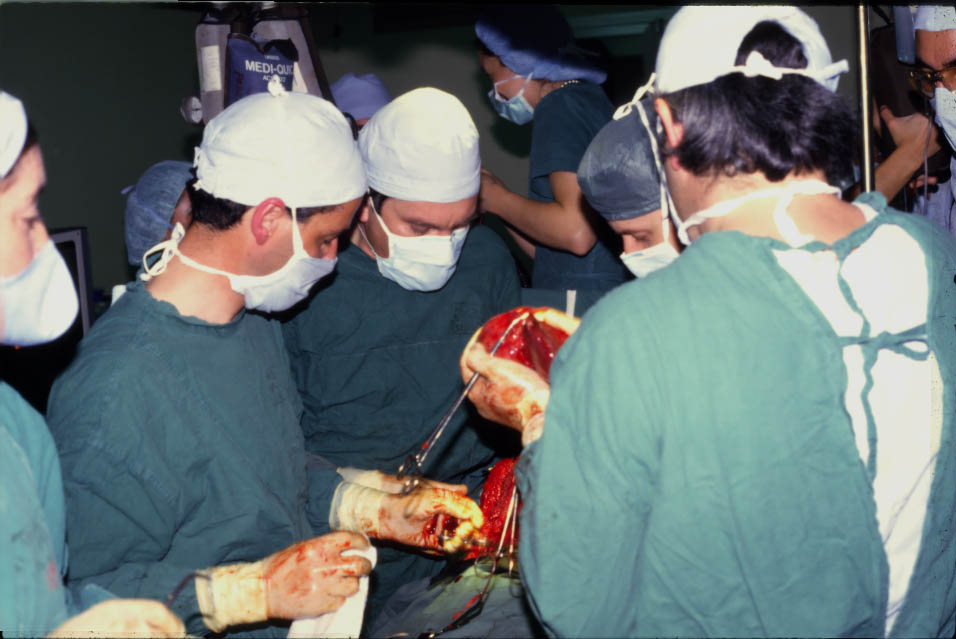
Primer Trasplante de hígado (1985).

El 14 de agosto de 1985, un equipo encabezado por el Dr. Hepp realizó el primer trasplante de hígado en Chile, y el segundo en Latinoamérica. En el mismo año también se realizó el primer trasplante de médula ósea alergénico en el país.

### 1990 - Se Crea Departamento de la Unidad del Dolor
Esta unidad fue el primer centro en su tipo a nivel nacional, y que ha funcionado durante más tiempo de forma ininterrumpida. En ella trabaja un completo equipo interdisciplinario de expertos que brinda atención a pacientes afectados por dolor crónico y a pacientes con cáncer.

### 2002 - Primera Cámara PET del País y Sudamérica

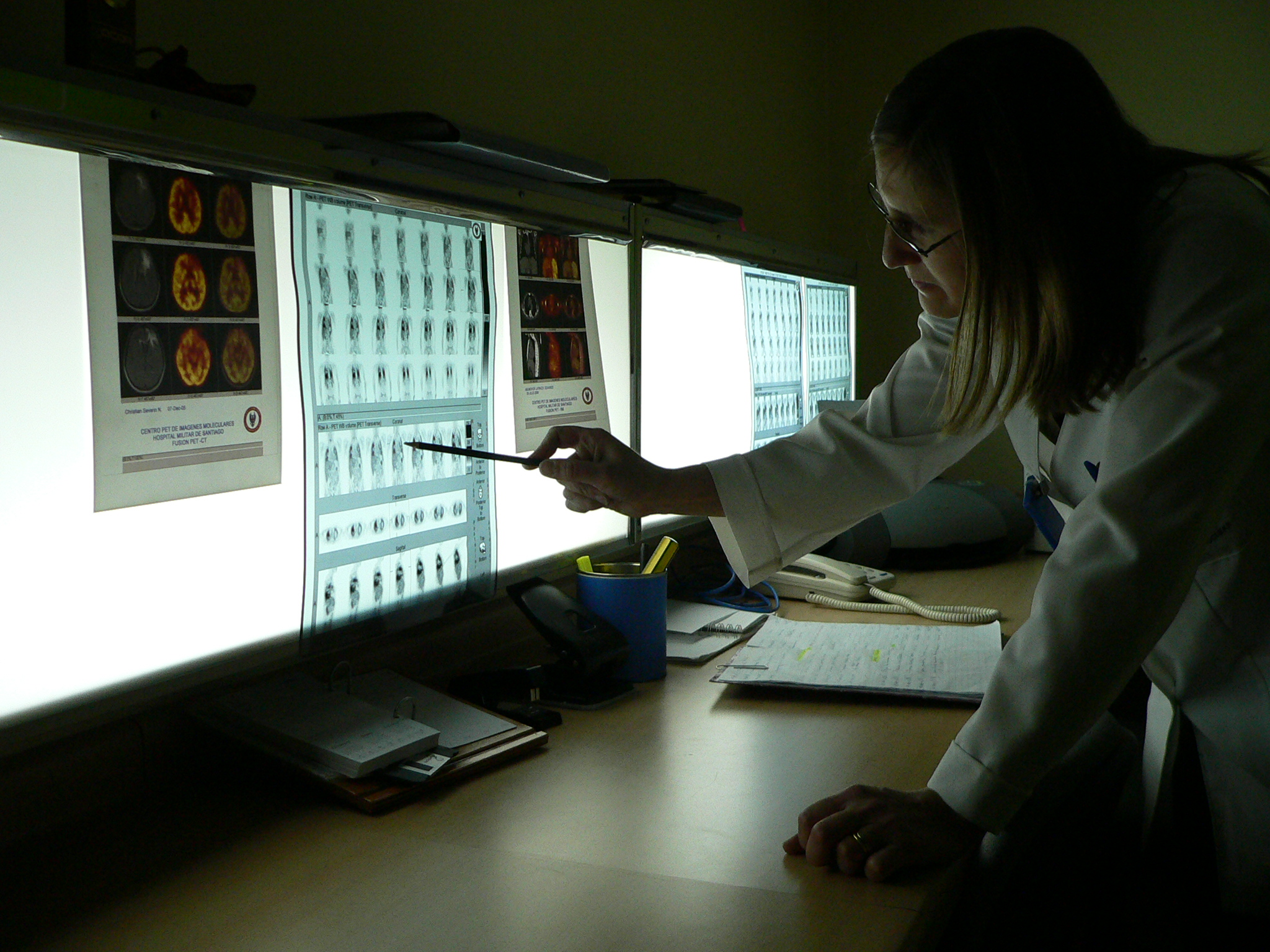
Cámara Pet (2002).

El Hospital Militar de Santiago inició la era de las “imágenes moleculares”, con la puesta en marcha de la primera cámara PET (Tomografía por Emisión de Positrones). El proyecto fue impulsado por la Dra. Josefina Jofré y contó con el apoyo del director general de la época, Crl. Antonio Cordero.

### 2005 Implementación Sistema Diagnóstico por imágenes PACS/RIS
En el nuevo Hospital, se da inicio al desarrollo de nuevas técnicas diagnósticas y terapéuticas, dirigidas a las principales causas de muerte en Chile: las enfermedades cardiovasculares y tumores.

### 2007 - Primera Cirugía de Implantes Oculares Móviles

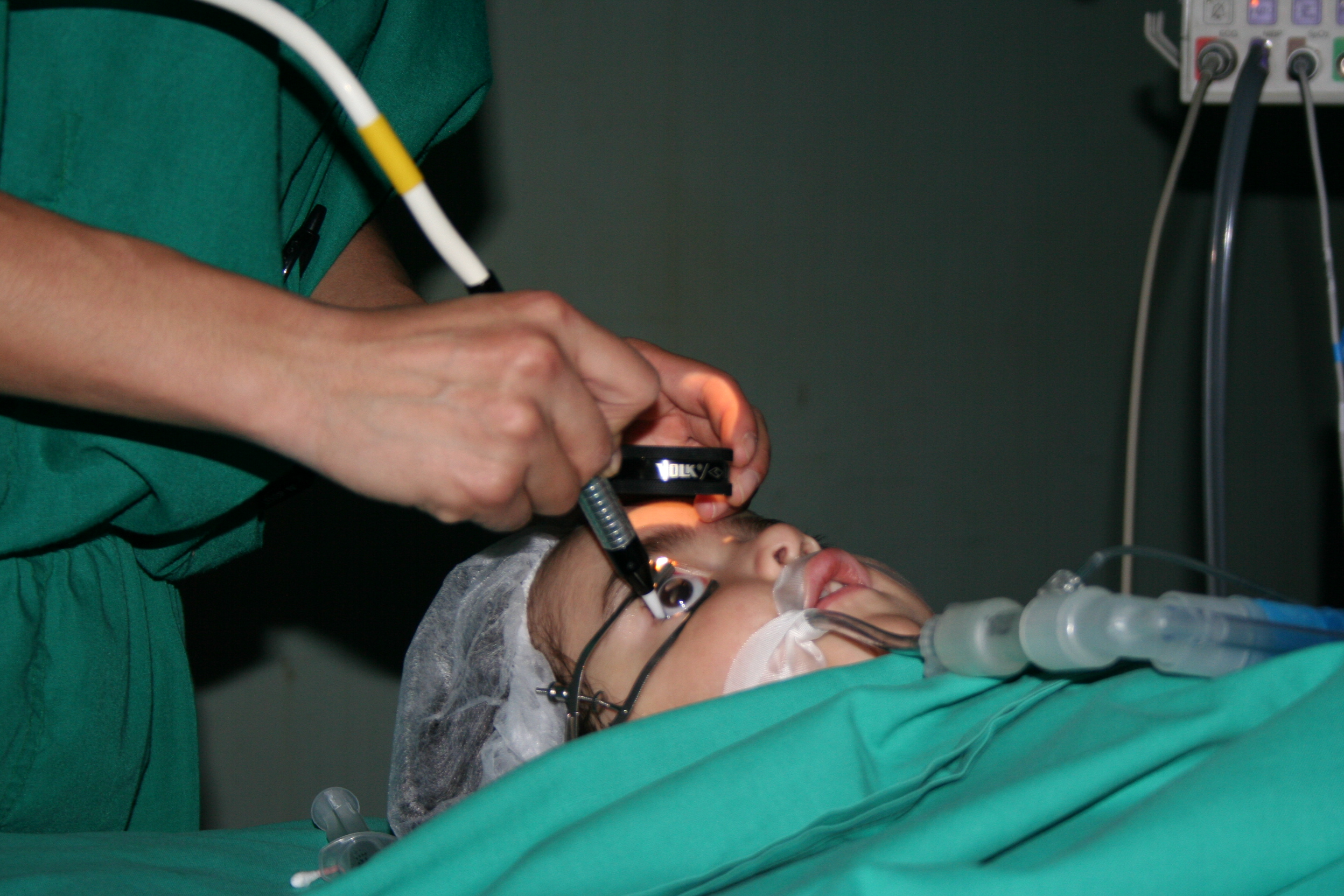
Implante ocular (2007).

La Dra. María Eliana Márquez fue quien encabezó la primera cirugía para la colocación de implantes oculares móviles realizada en Chile, lo cual permitió mejorar resultados estéticos en pacientes que hayan perdido un ojo.

### 2021 - Primer Implante Marcapaso Unicameral sin Cables Micra
Este complejo procedimiento fue encabezado por el Dr. José Pardo, quien catalogó este hito como un gran salto en el manejo del paciente con arritmia cardiaca. Lo novedoso de esto es que puede durar hasta 10 años y en su seguimiento clínico ha demostrado ser un dispositivo seguro y eficaz.

## Galería

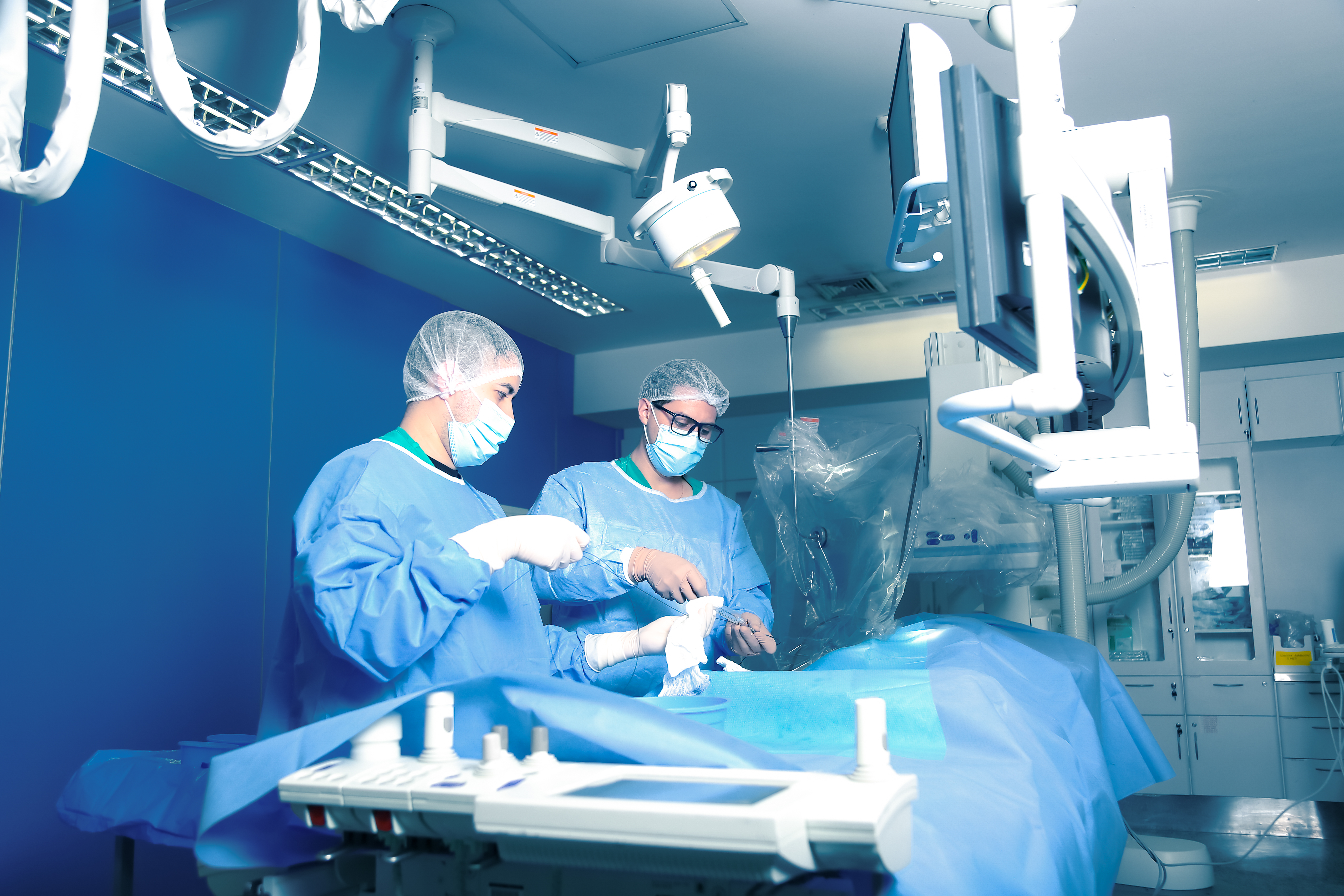
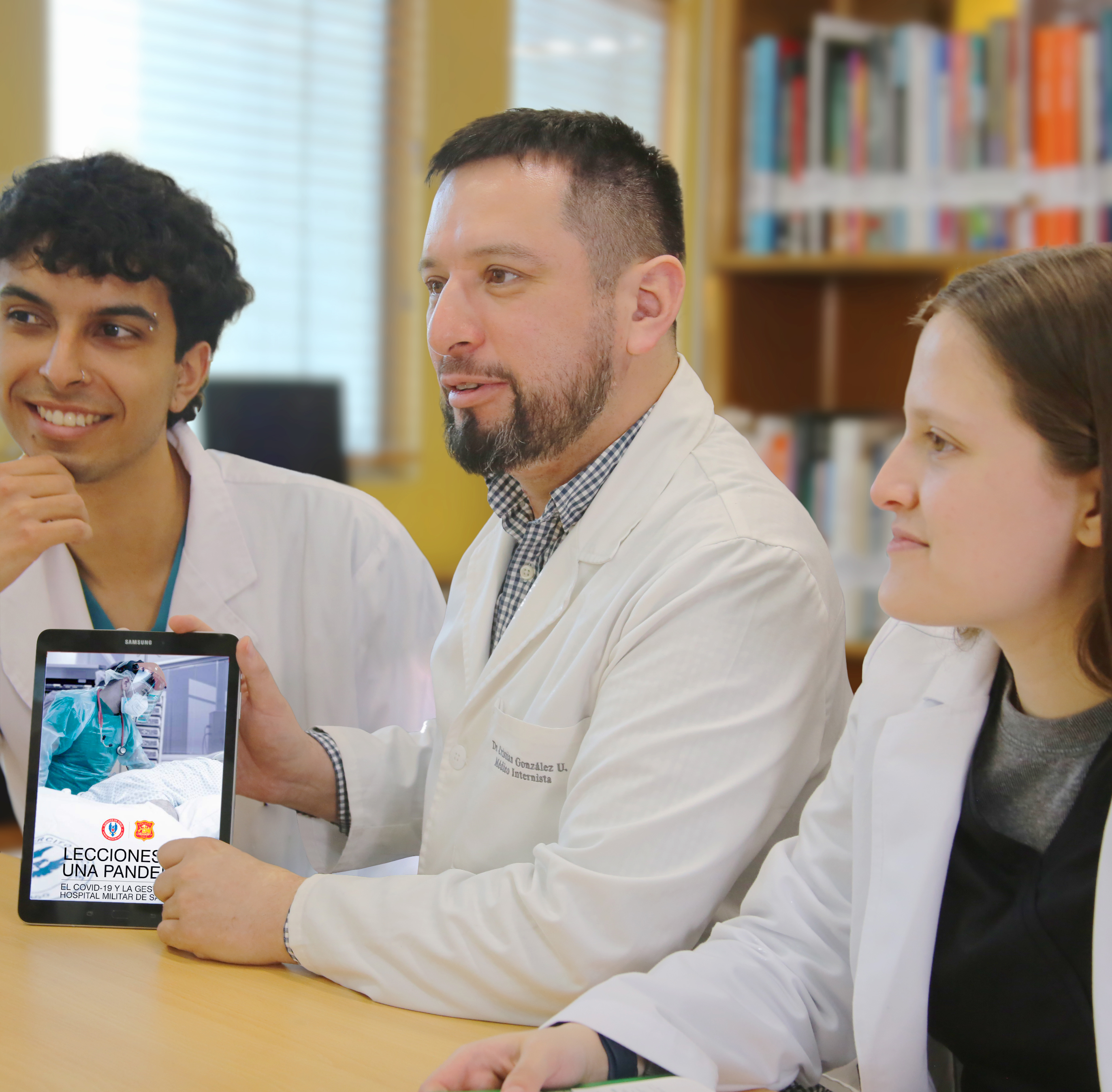
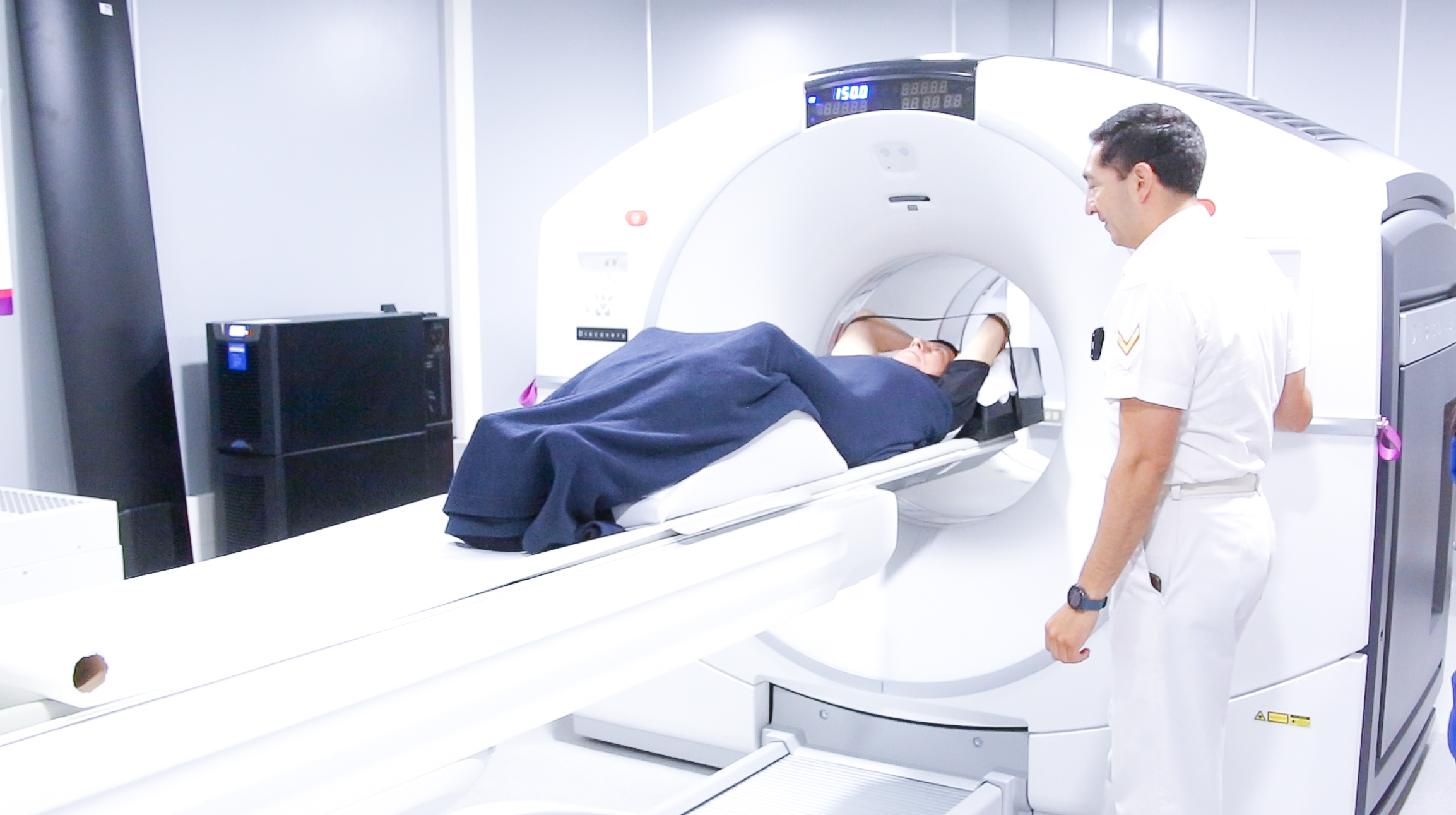
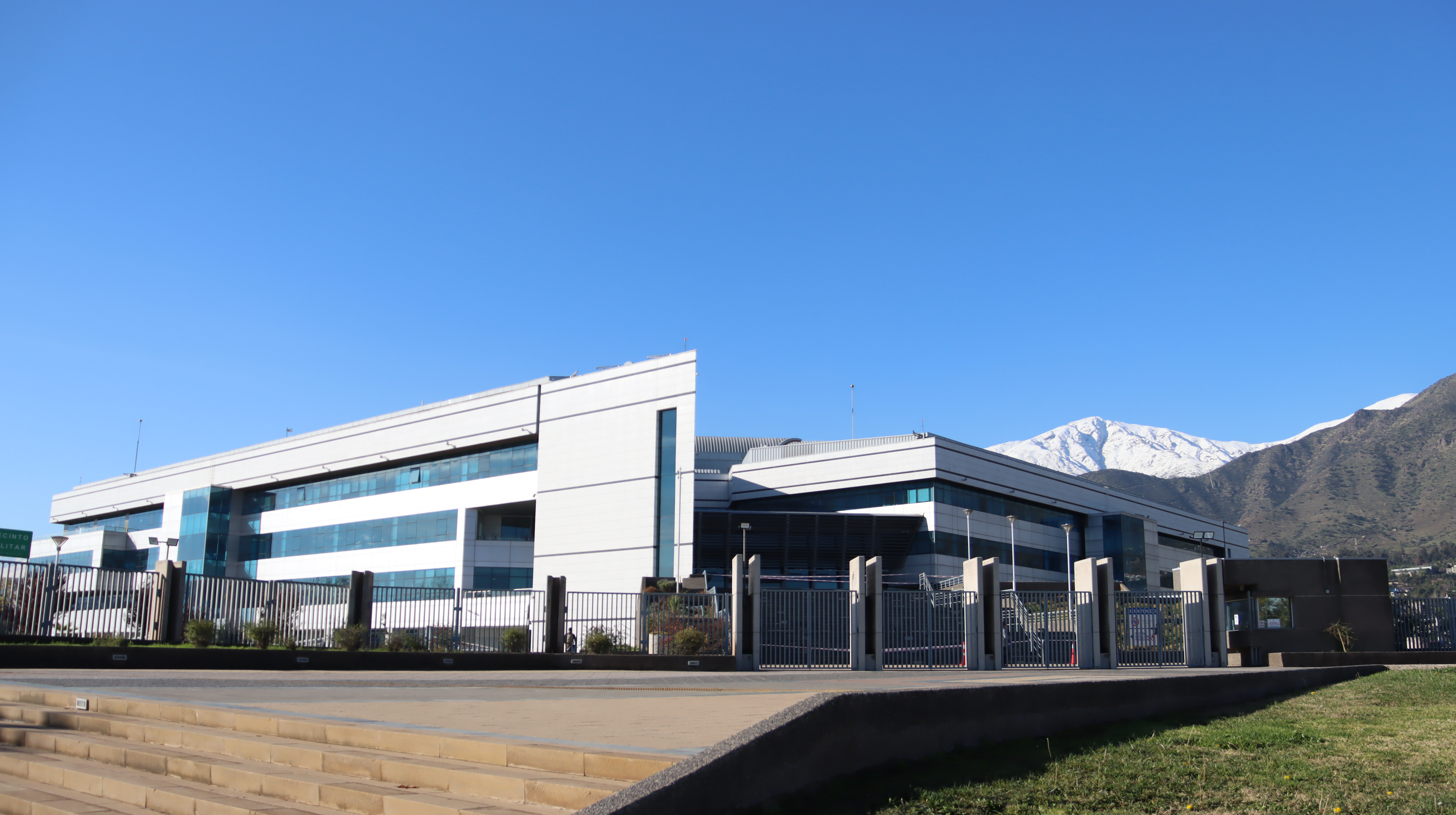
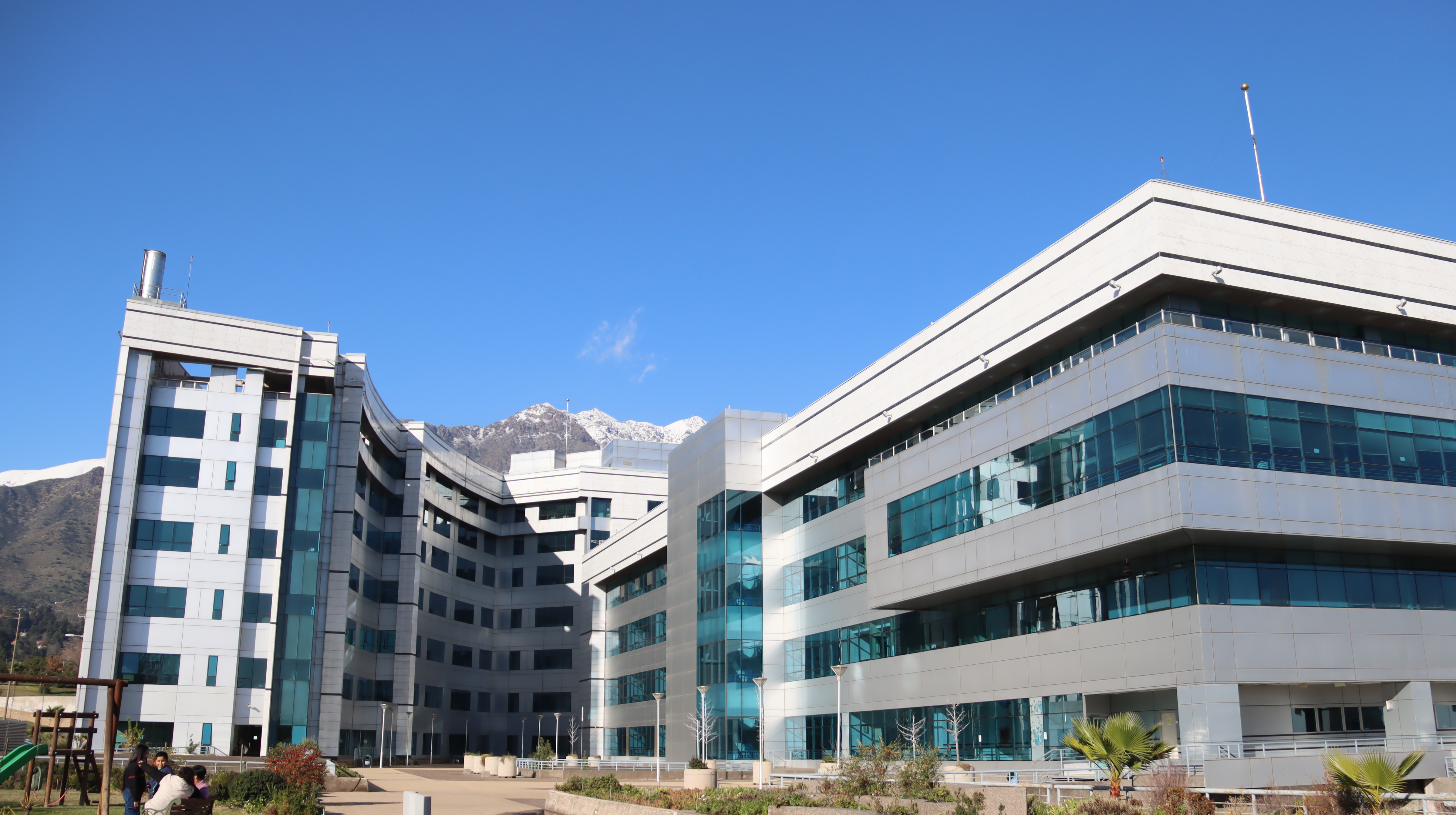
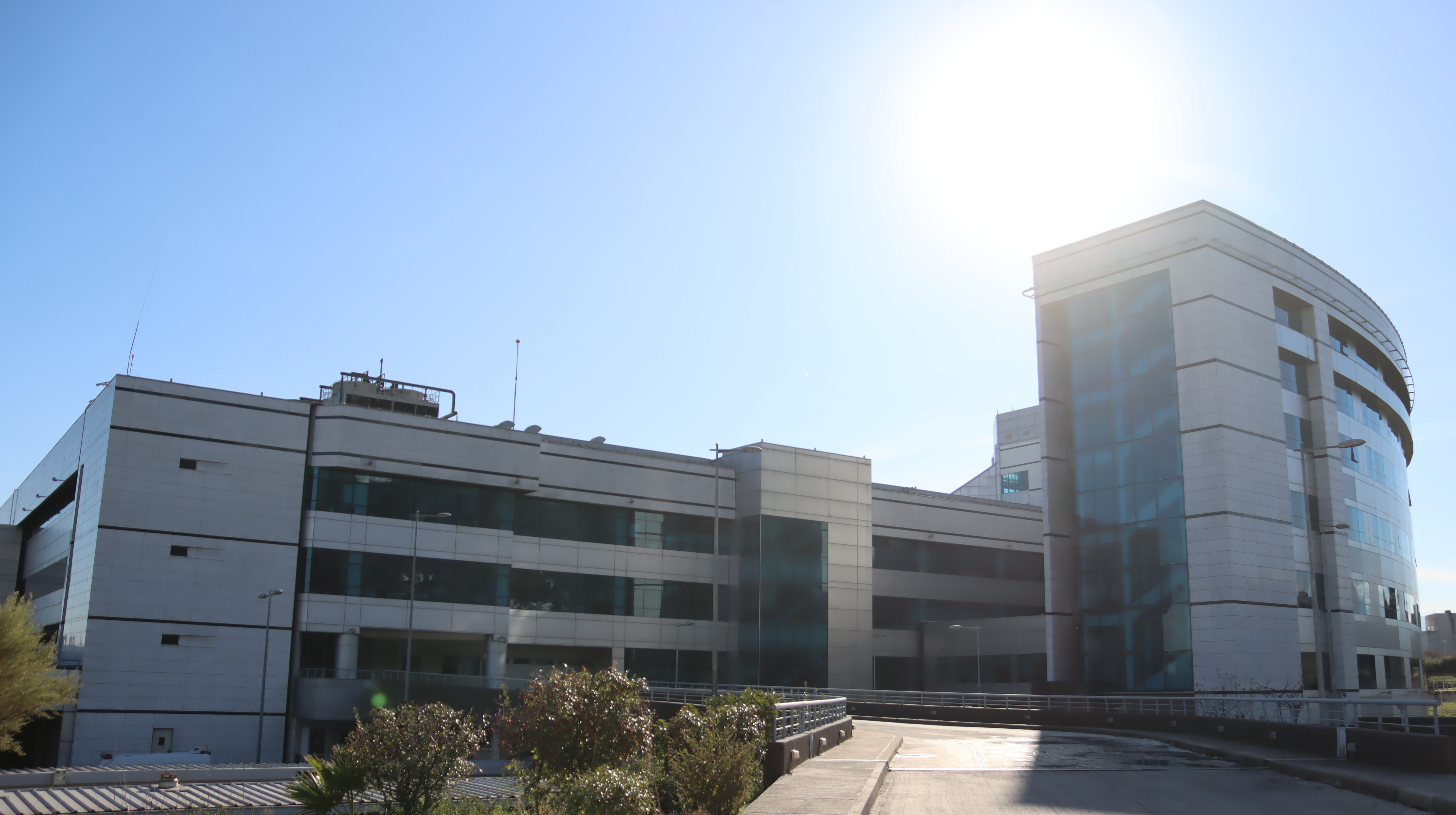
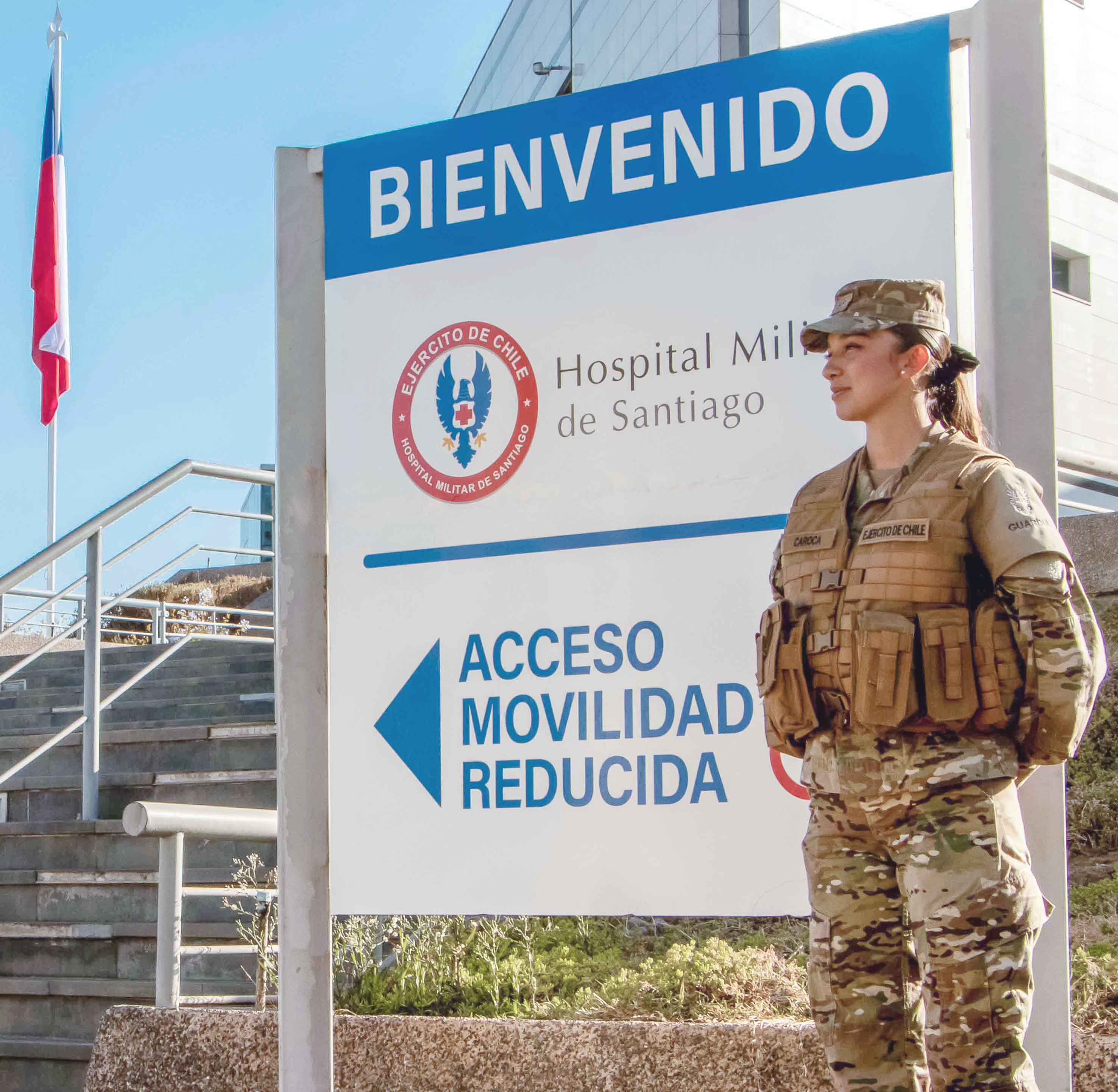
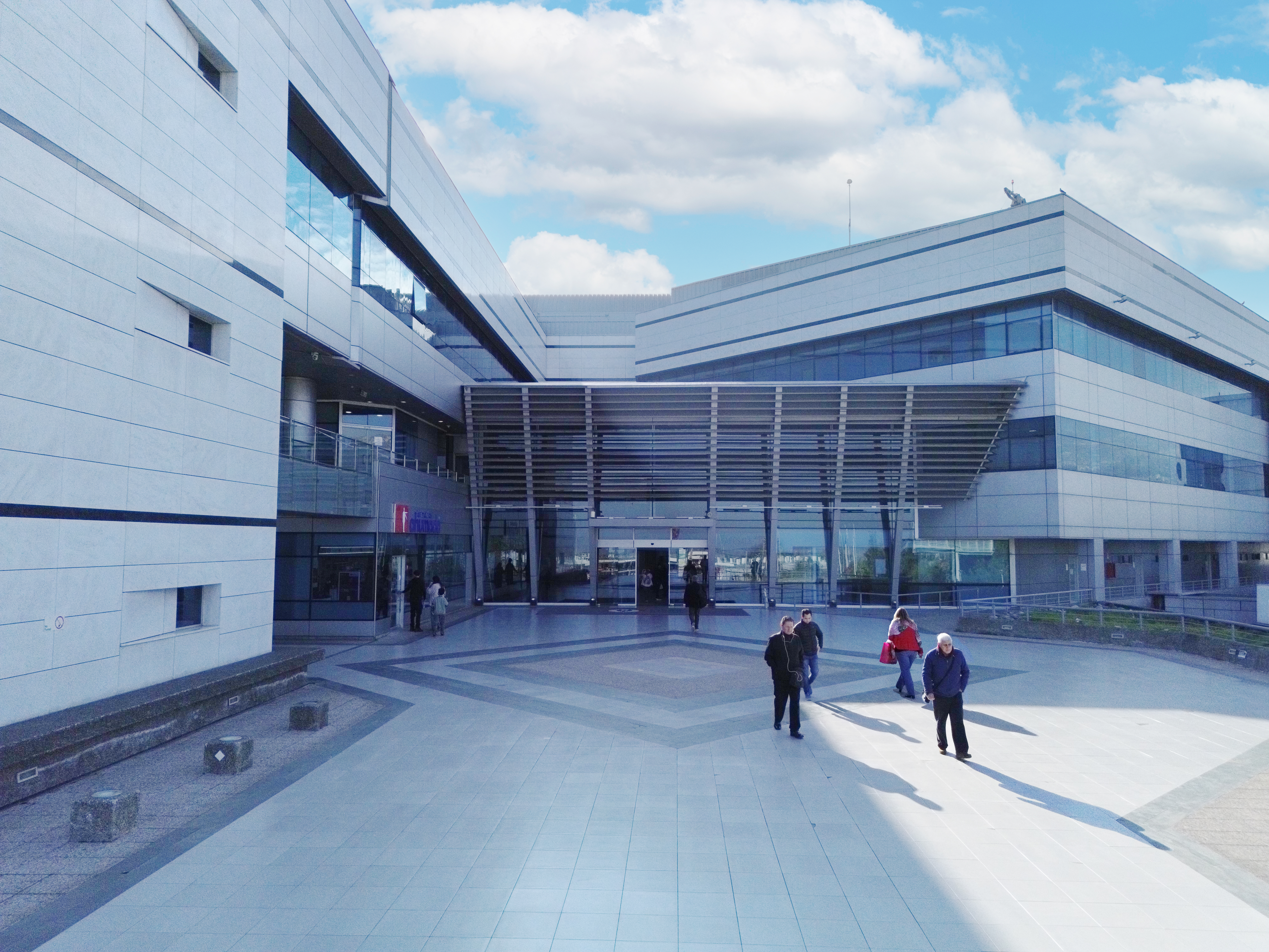
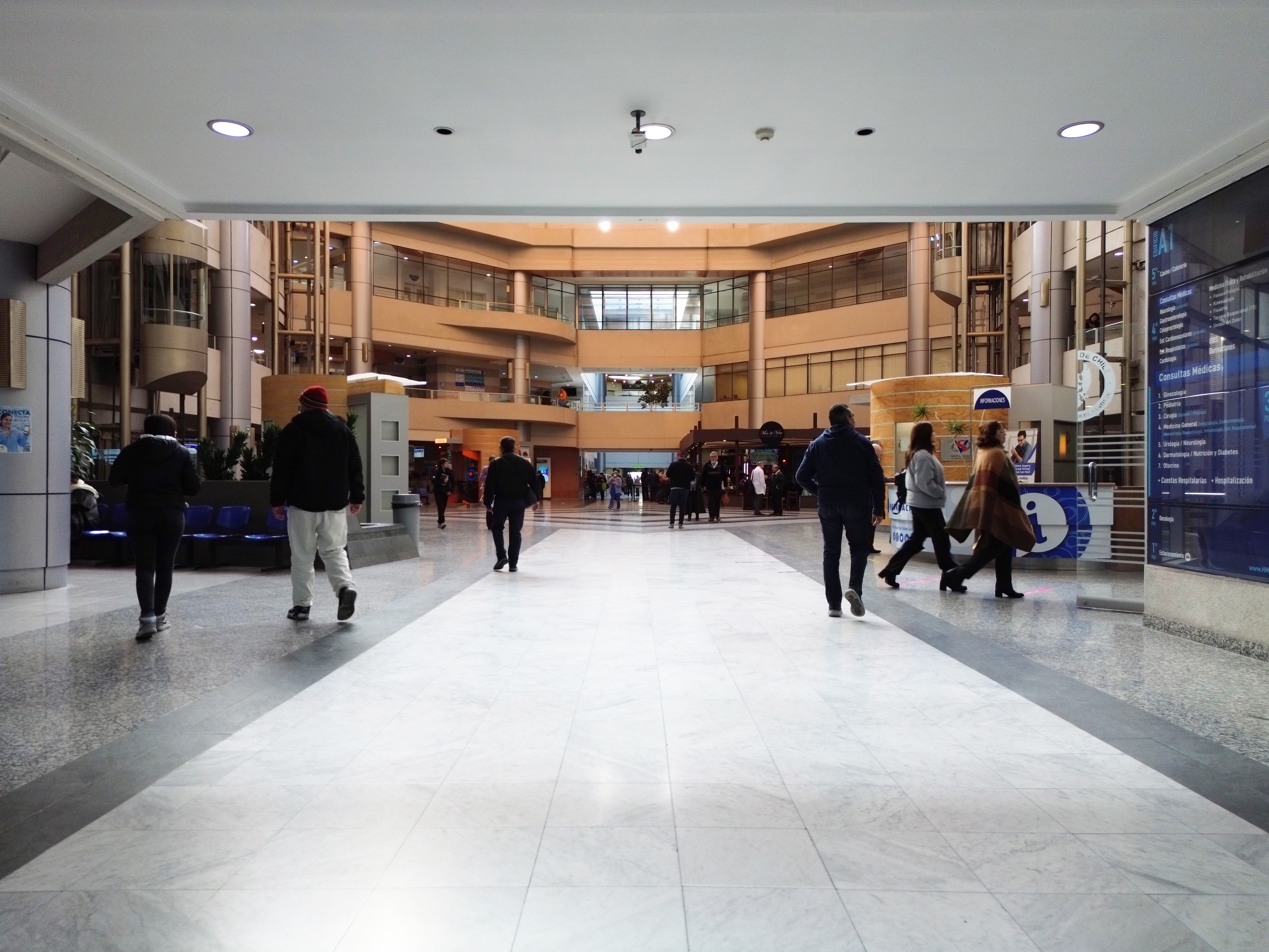
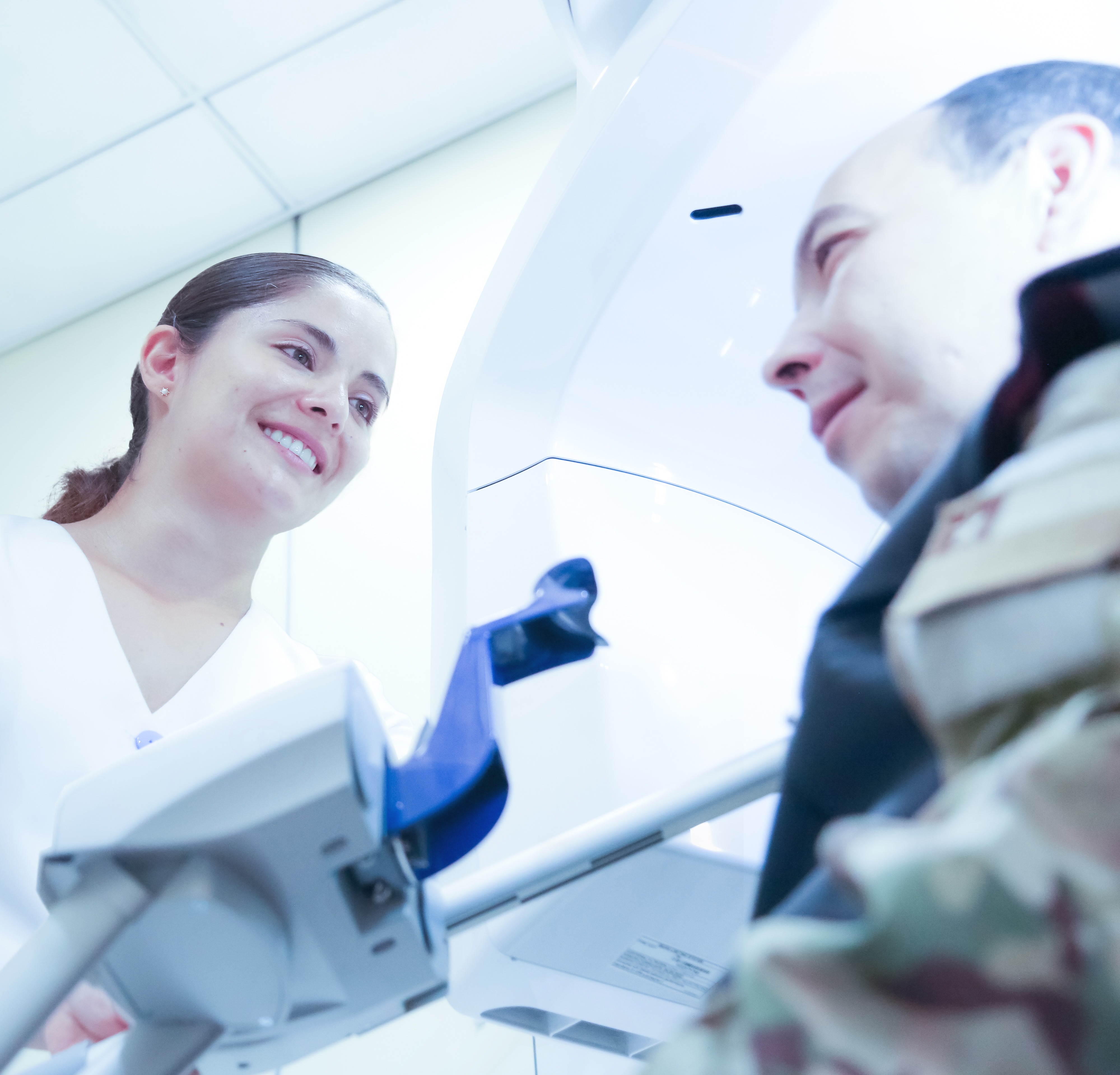
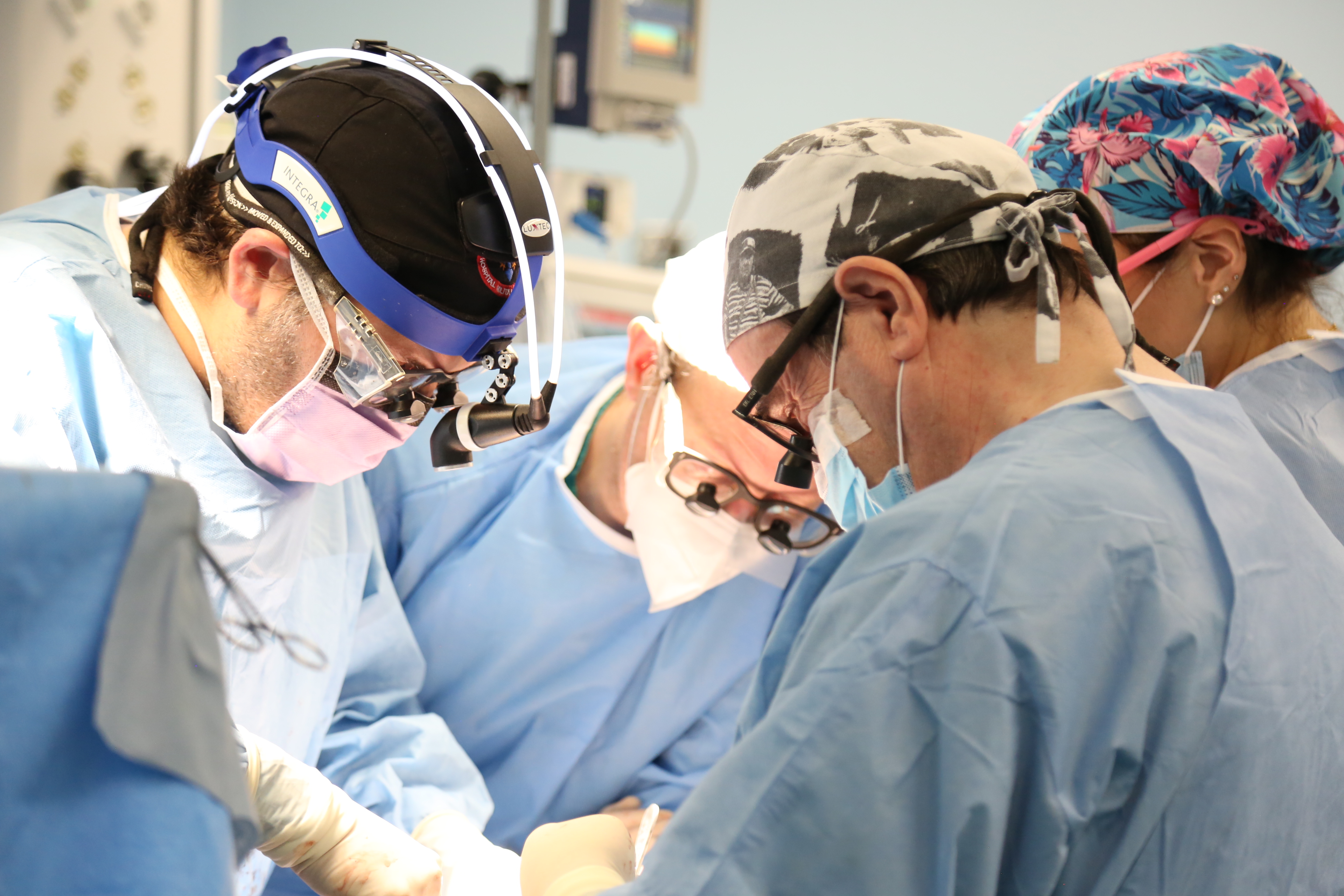
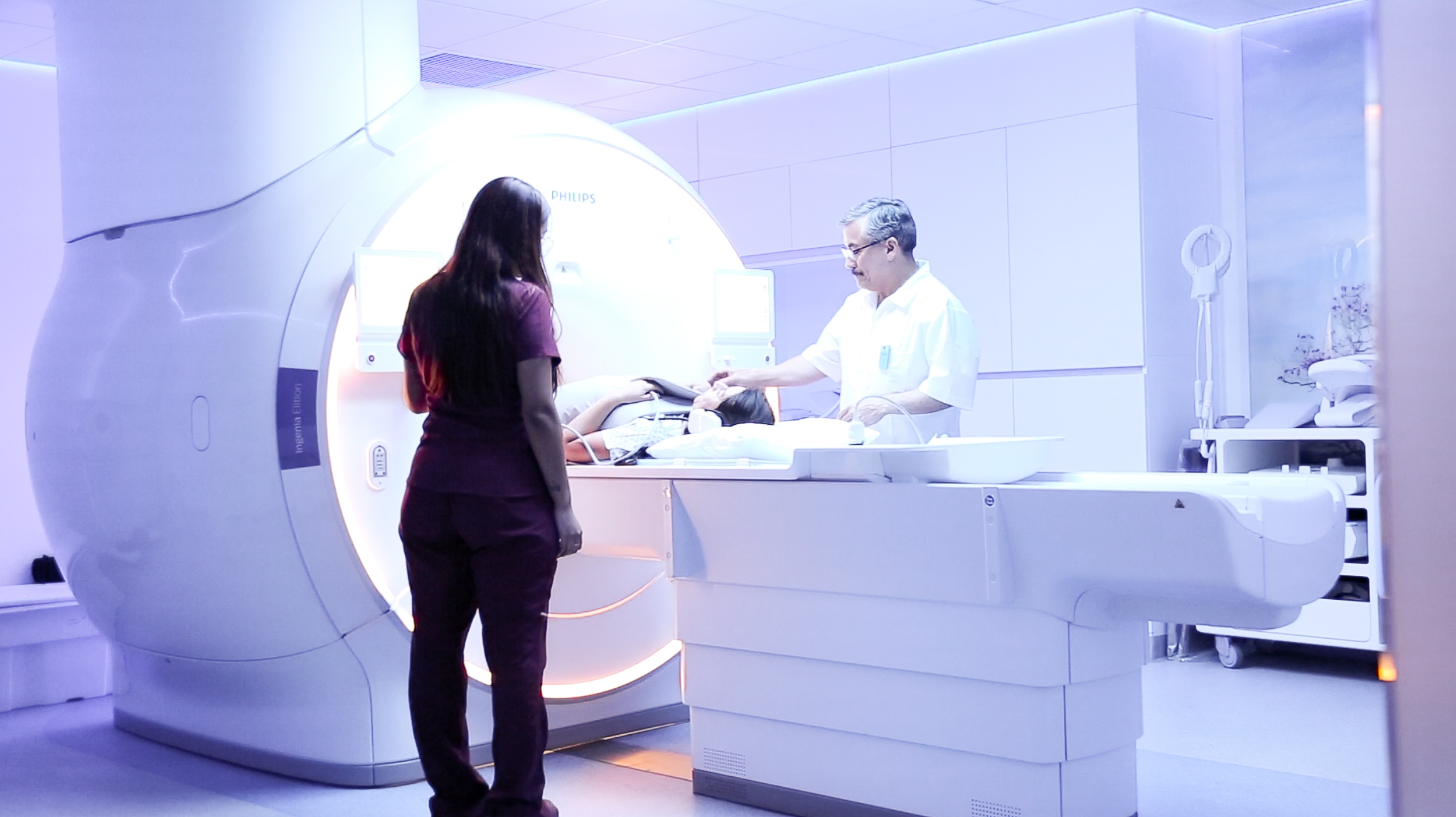
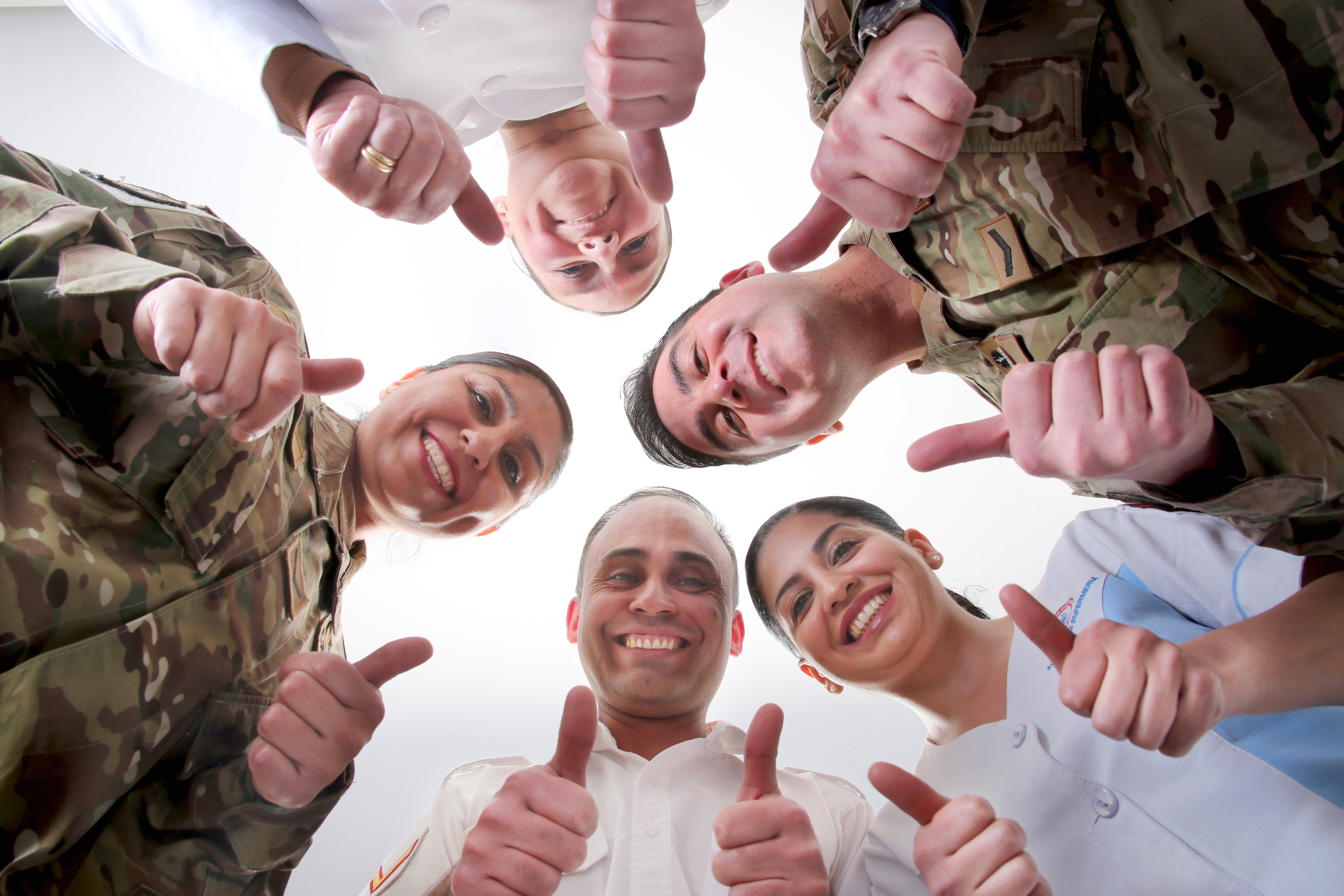
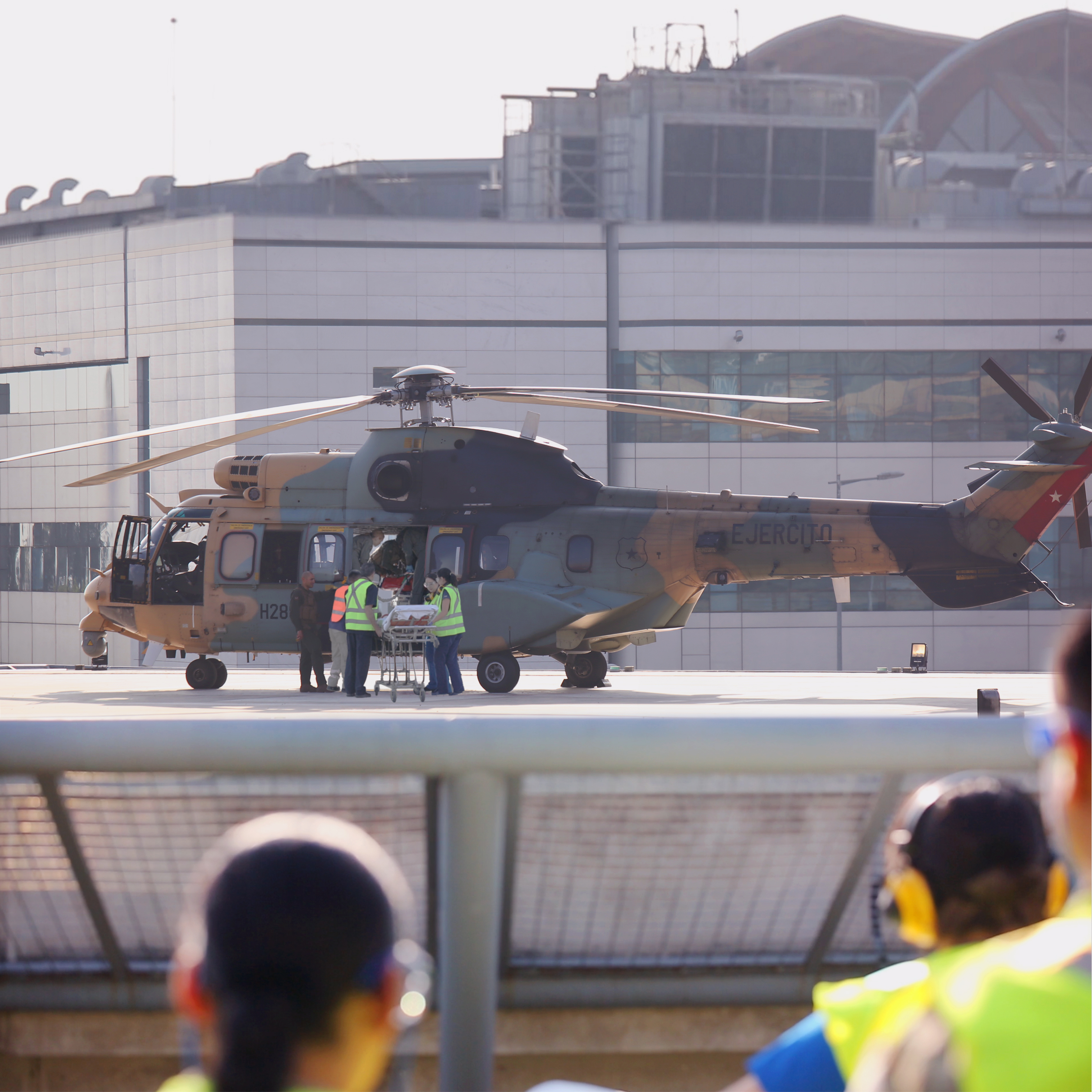
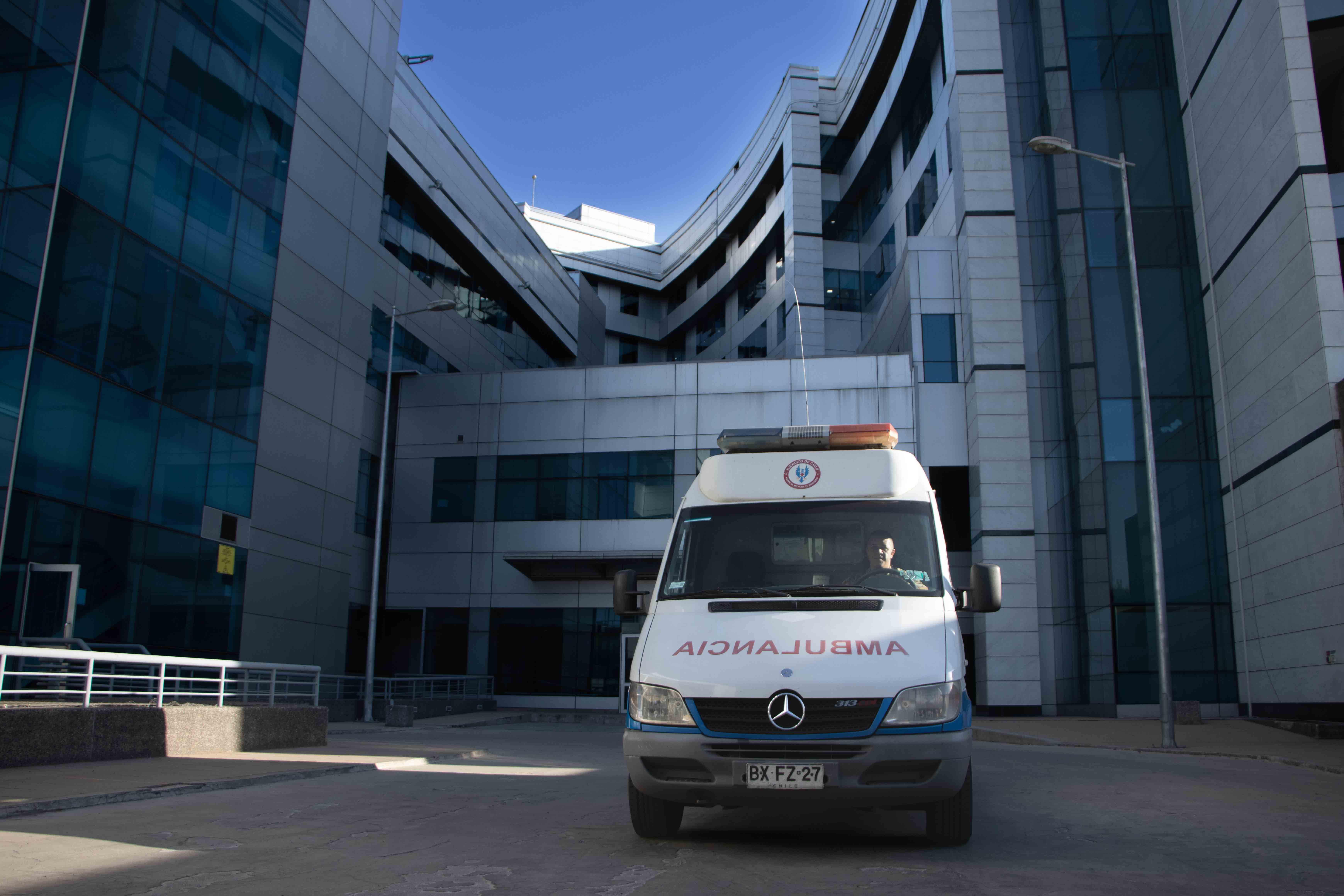
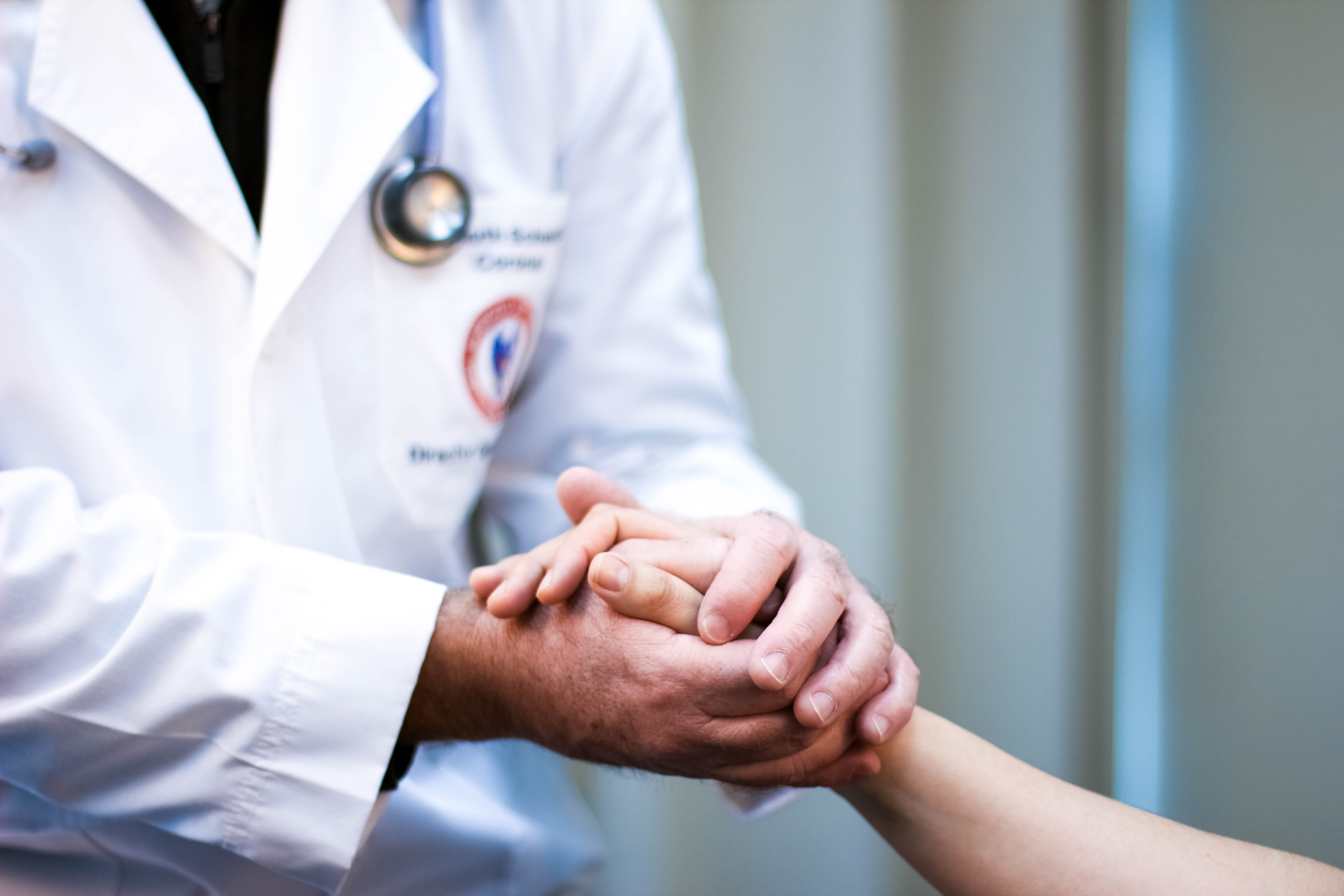
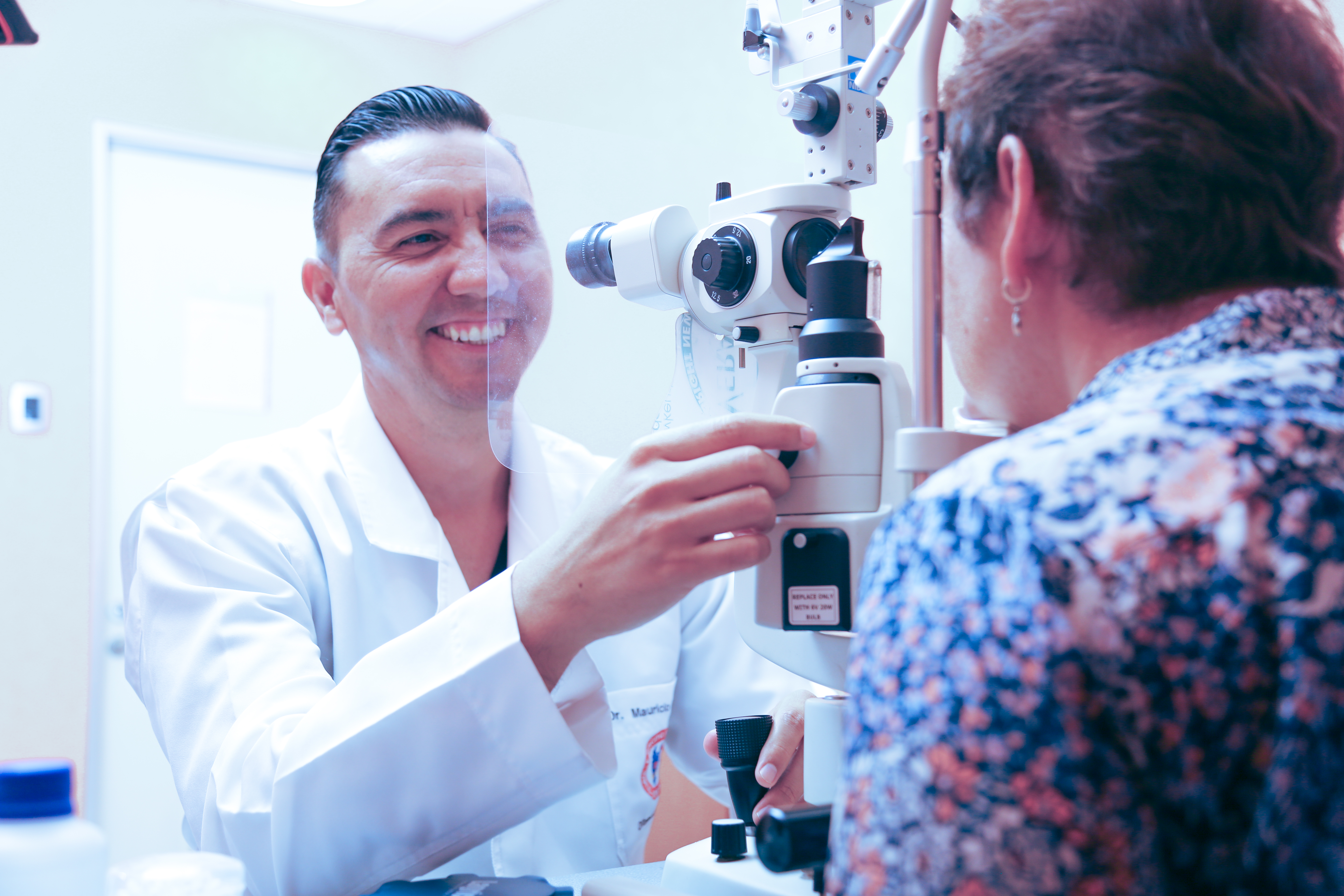
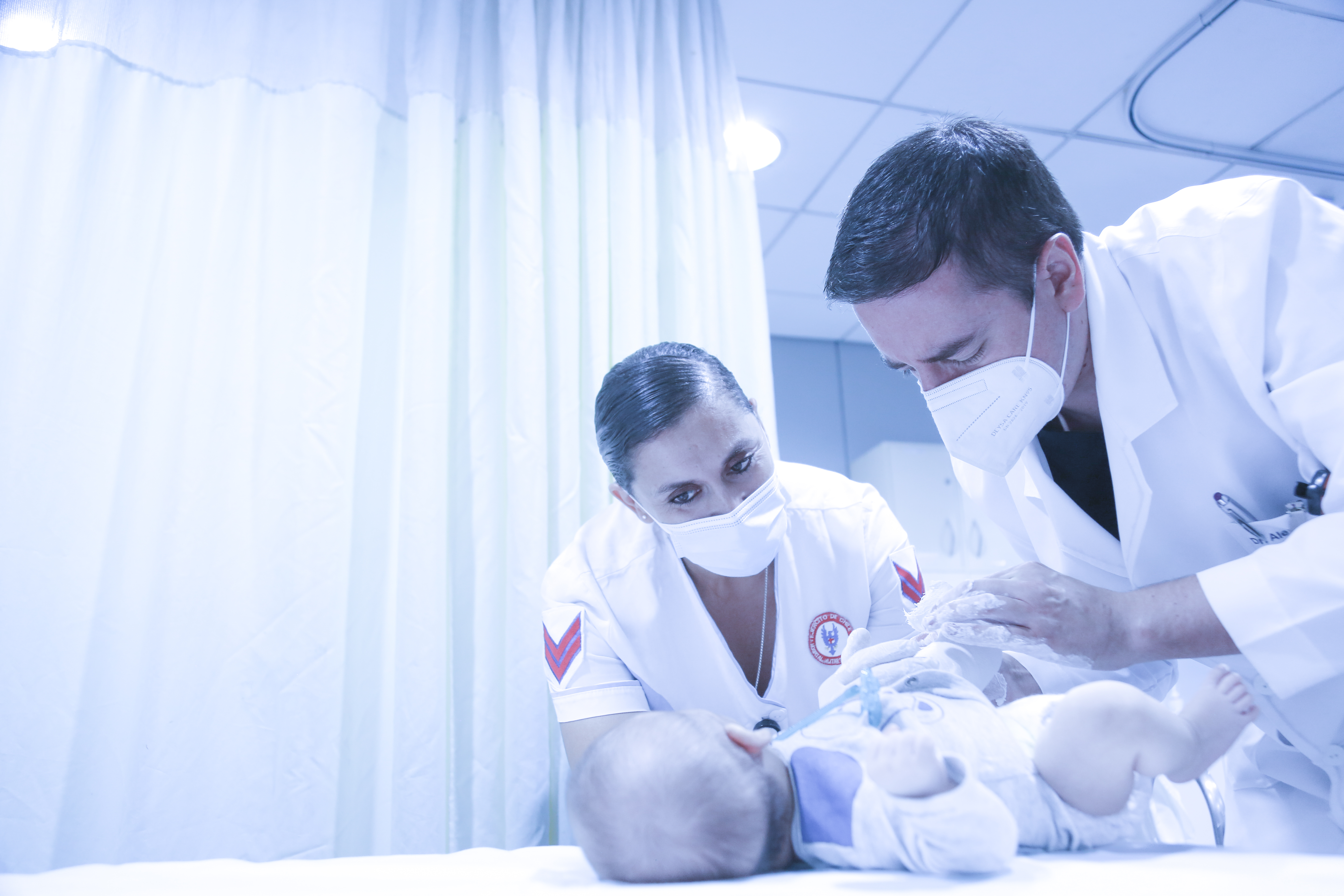
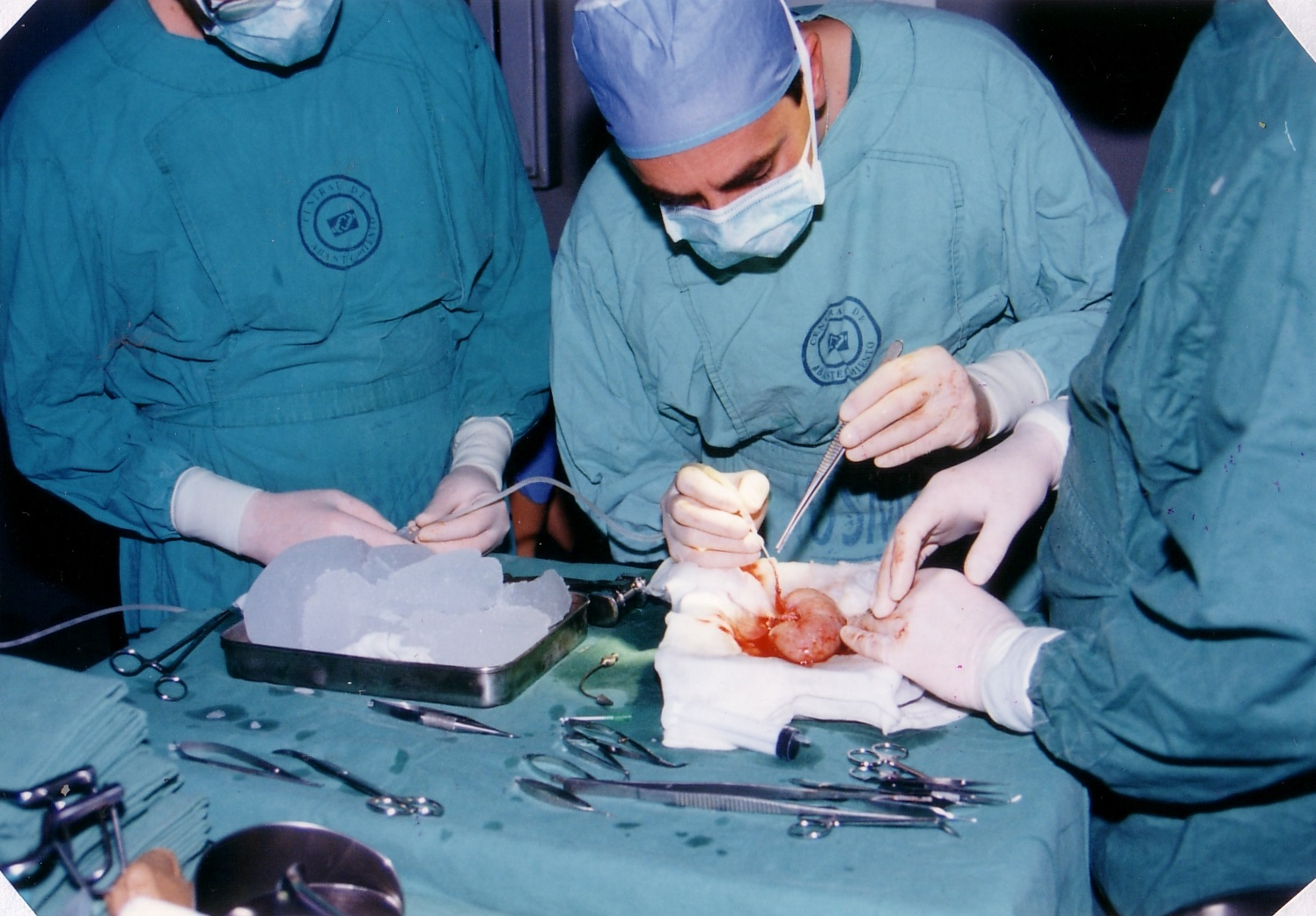
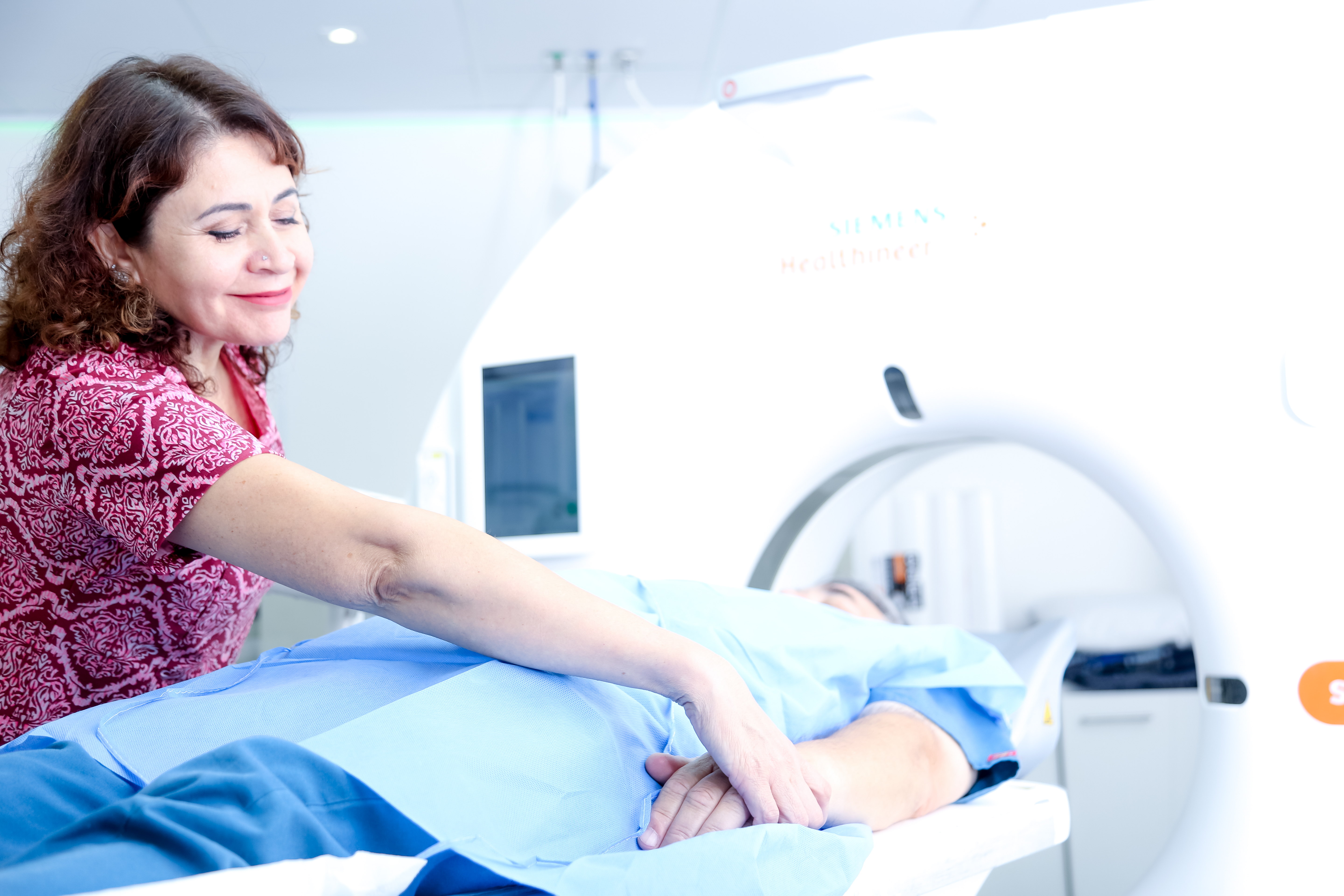
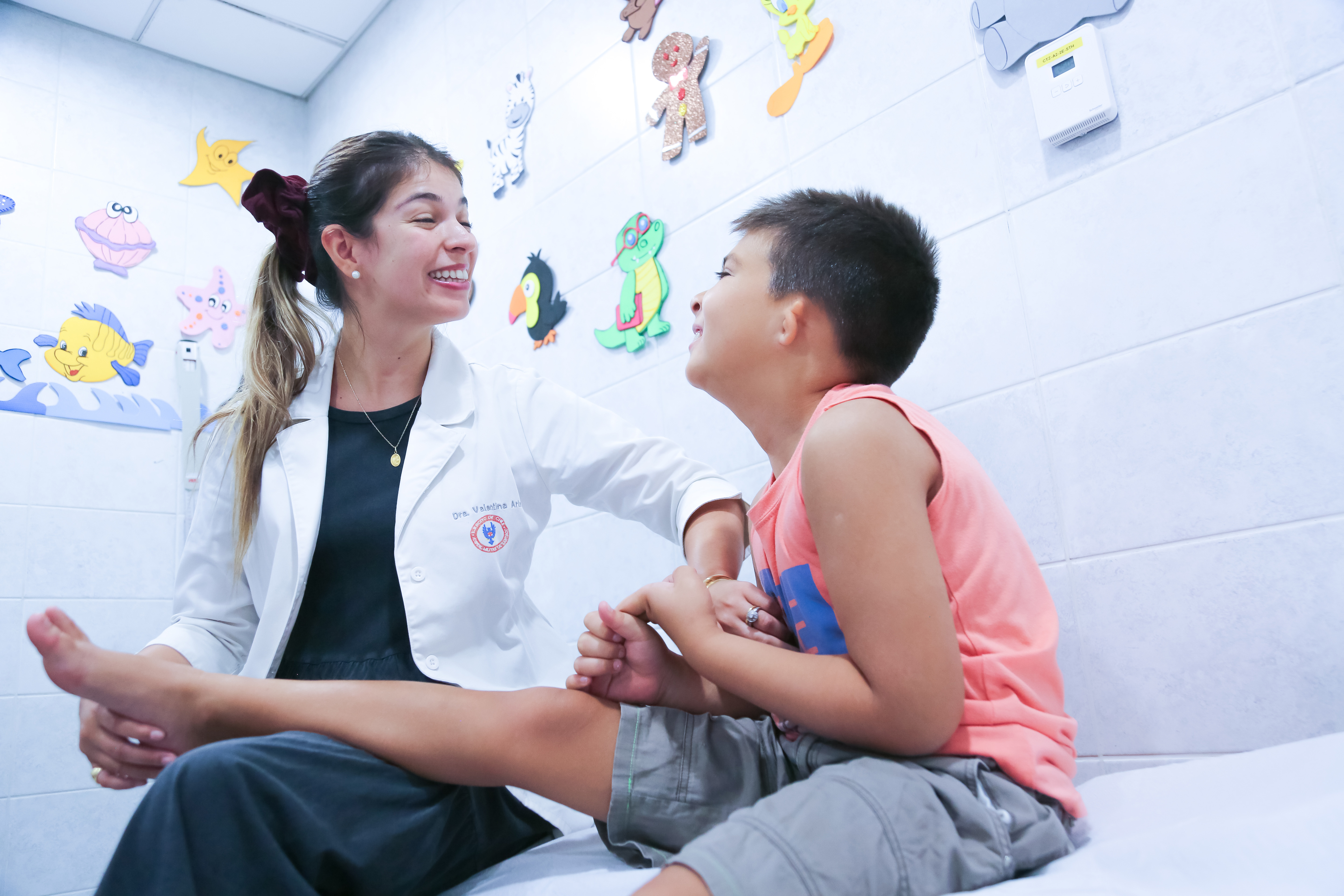